# Voogdij La Riviera

wapen van La Riviera

De voogdij La Riviera was een condominium van de kantons Uri, Schwyz en Nidwalden van het Oude Eedgenootschap van 1419 tot 1422 en van 1500 tot de opheffing van het Oude Eedgenootschap in 1798. Hierna werd  het onderdeel van het kanton Bellinzona. In de periode 1422-1500 behoorde de voogdij tot het Hertogdom Milaan.